# 정재찬
정재찬(鄭在燦, 1956년 3월 28일 ~ )은 대한민국의 공무원이다. 

## 학력
- 경북고등학교 졸업
- 고려대학교 경영학 학사
- 솔퍼드 대학교 경제학 석사과정 수료

## 경력
- 1978년 : 제21기 행정고시 합격
- 2002년 : 공정거래위원회 하도급국장
- 2003년 5월 : 공정거래위원회 경쟁국장
- 2005년 8월 ~ 2006년 1월 : 공정거래위원회 기획관리관
- 2006년 1월 ~ 2006년 10월 : 공정거래위원회 기업협력단장
- 2006년 10월 ~ 2008년 3월 : 공정거래위원회 카르텔조사단장
- 2008년 3월 ~ 2008년 12월 : 공정거래위원회 서울지방공정거래사무소장
- 2008년 12월 : 공정거래위원회 상임위원
- 2011년 1월 ~ 2014년 1월 : 공정거래위원회 부위원장
- 2014년 12월 ~ 2017년 6월 : 공정거래위원회 위원장

## 수상
- 1982년 : 서울시장표창
- 1987년 : 경제기획원장관 표창
- 2009년 : 홍조근정훈장

## 참고
| 전임 손인옥 | 제12대 공정거래위원회 부위원장 2011년 1월 3일 ~ 2014년 1월 2일 | 후임 김학현 |

| 전임 노대래 | 제18대 공정거래위원회 위원장 2014년 12월 8일 ~ 2017년 6월 13일 | 후임 김상조 |